# Ronien
Ronien ist ein Wohnplatz von Rühstädt im Landkreis Prignitz in Brandenburg.

## Geografie
Der Ort liegt einen Kilometer südöstlich von Bälow und zwei Kilometer nördlich von Rühstädt. Er verfügt über keine eigene Gemarkung, sondern liegt auf der von Bälow. Die Siedlung besteht aus einigen wenigen Einzelhäusern die eng beieinander stehen. Am Ostrand liegt ein Landwirtschaftsbetrieb und 200 Meter südsüdwestlich ein Wasserwerk. Die Nachbarorte sind Lanken im Nordosten, Rühstädt im Süden, Scharpenlohe im Westen sowie Bälow im Nordwesten.